# Busachi
Busachi é uma comuna italiana da região da Sardenha, província de Oristano, com cerca de 1.631 habitantes. Estende-se por uma área de 59 km², tendo uma densidade populacional de 28 hab/km². Faz fronteira com Allai, Fordongianus, Ghilarza, Ortueri (NU), Samugheo, Ula Tirso.